# Det magiske rum
Det magiske rum (kreativitet, indsigt og forvandling) er en bog af Majbritte Ulrikkeholm. Den er udgivet af Lindhardt og Ringhof, 320 sider. 

## Plot
Det magiske rum er en håndbog i kreativitet – ikke blot i kunsten, men i livet i det hele taget. Bogen har derfor nok bud til udøvende og skabende kunstnere, men henvender sig i lige så høj grad til mennesker, er ønsker kreativitet i deres dagligdag.
I bogen der blander eventyrlige cases med praktiske øvelser bliver man præsenteret for enkle teknikker, som kan hjælpe den kreative proces, og som kan medvirke til at forvandle negative forestillinger til kreativ energi.

## Presse
"I modsætning til så mange andre bøger om emnet, er Majbritte Ulrikkeholms bog holdt på et ganske jordnært plan. Så jordnært og absolut troværdigt, at alle med interesse for emnet med stort held kan tilegne sig hendes interessante og sympatske livsfilosofier, der på mange måder er så universelle, at de fleste kan udnytte dem i en personlig udviklingsfase."
- Uffe Christensen, Jyllands-Posten
"Det er en bog, som giver indsigt i problemerne med blokeret kreativitet, og en bog, som ikke er karrig i sin tro på muligheden af forvandling... Man skulle være et skarn, hvis man ikke lyttede efter, når Majbritte Ulrikkeholm sætter fingeren på de ømme punkter og giver gode råd... et inspirerende møde med seriøs snusfornuft for beklemte sjæle og sammensnørede struber."
- Kim Skotte, Politiken
"Flere gange undervejs fandt jeg mig selv med både knuder i maven, en tåre i øjenkrogen og aha-oplevelser i sofaen.For bogen Det magiske rum er ikke kun en bog til kreative mennesker, men til alle, som har lyst til at lære sig selv bedre at kende... en meget vis bog, smækfuld af guldkorn lige til at samle op og fodre den indre harddisk med... Læs den."
- Susse Wassmann, Ekstra Bladet